# Darrell Silvera
Darrell Silvera (Saint Andrew, 18 dicembre 1900 – San Diego, 22 luglio 1983) è stato uno scenografo statunitense.

## Biografia

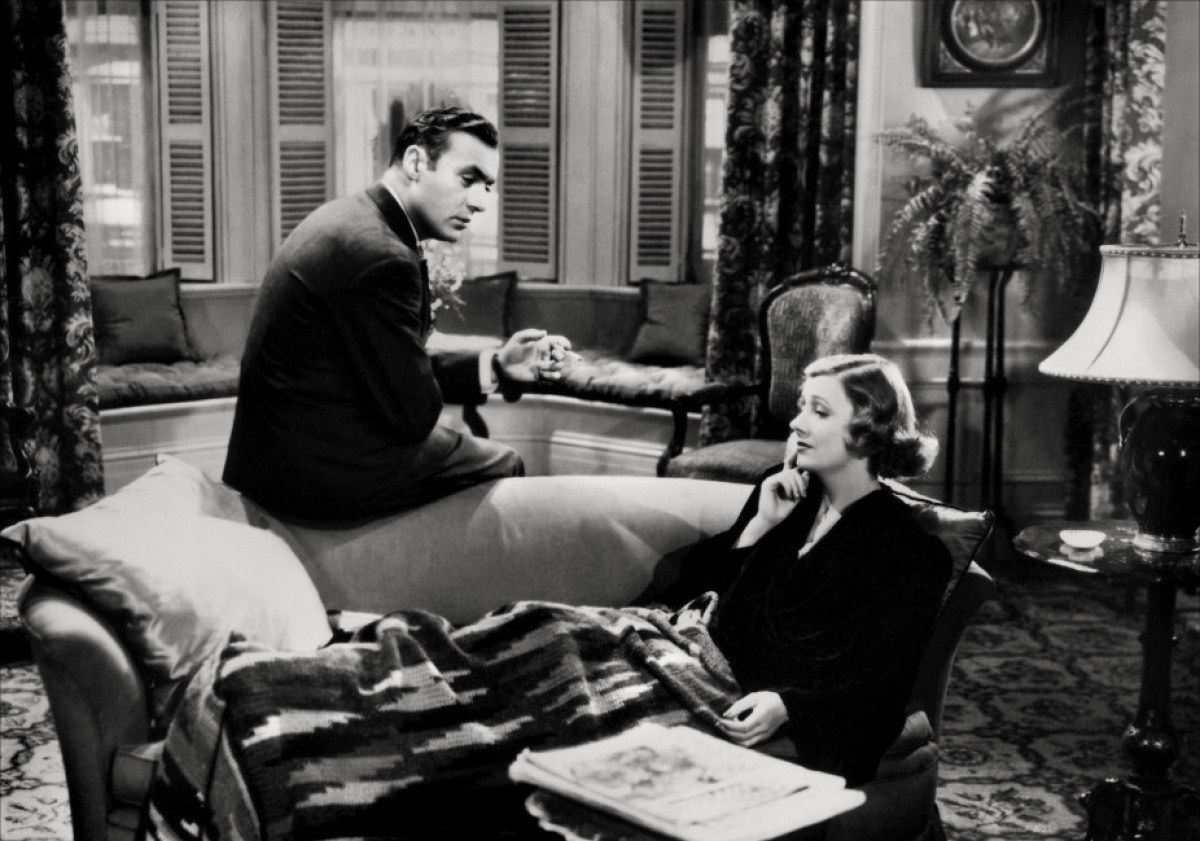
Charles Boyer e Irene Dunne nel film Un grande amore (1939)

Nato in Giamaica il 18 dicembre 1900, iniziò a metà degli anni trenta la sua carriera hollywoodiana. Il suo primo film (anche se non venne accreditato) fu Kentucky Kernels alla RKO. Dal 1934 ai tardi anni settanta lavorò come arredatore scenografo in circa 350 film, ottenendo sette candidature agli Oscar.
Il suo ultimo film Driver, l'imprendibile, diretto da Walter Hill, è del 1978.

## Filmografia parziale
- Nei boschi del Kentucky (Kentucky Kernels), regia di George Stevens - non accreditato (1934)
- Il signore e la signora Sherlock Holmes (The Plot Thickens), regia di Ben Holmes - arredatore (1936)
- Una moglie ideale (The Lady Consents) di Stephen Roberts - arredatore set (1936)
- Seguendo la flotta (Follow the Fleet) di Mark Sandrich - arredatore set (1936)
- Il fantino di Kent (The Ex-Mrs. Bradford), regia di Stephen Roberts - arredatore set (1936)
- Maria di Scozia (Mary of Scotland), regia di John Ford - arredatore set (1936)
- L'aratro e le stelle (The Plough and the Stars), regia di John Ford - arredatore (1936)
- Musica per signora (Music for Madame), regia di John G. Blystone - arredatore (1937)
- Girandola (Carefree), regia di Mark Sandrich - arredatore (1938)
- Gunga Din, regia di George Stevens - arredatore (1939)
- La vita di Vernon e Irene Castle (The Story of Vernon and Irene Castle), regia di H.C. Potter - arredatore (1939)
- Un grande amore (Love Affair), regia di Leo McCarey - arredamenti (1939)
- Il primo ribelle (Allegheny Uprising), regia di William A. Seiter - arredatore (1939)
- Piccolo porto (Primrose Path), regia di Gregory La Cava (1940)
- Non desiderare la donna d'altri (They Knew What They Wanted), regia di Garson Kanin (1940)
- Quarto potere (Citizen Kane) di Orson Welles - arredatore (1941)
- Tom, Dick e Harry (Tom Dick and Harry), regia di Garson Kanin - arredatore (1941)
- Dedizione (The Big Street), regia di Irving Reis - arredamenti (1942)
- Hitler's Children, regia di Edward Dmytryk e, non accreditato, Irving Reis - arredamenti (1943)
- The Ghost Ship, regia di Mark Robson - arredamenti (1943)
- Il denaro non è tutto (Higher and Higher), regia di Tim Whelan - arredamenti (1943)
- La settima vittima (The Seventh Victim), regia di Mark Robson - arredamenti (1943)
- Mademoiselle Fifi, regia di Robert Wise - arredamenti (1944)
- Hotel Mocambo  (Step Lively), regia di Tim Whelan (1944)
- Le sorprese dell'amore (Bride By Mistake), regia di Richard Wallace - arredamenti (1944)
- Il ribelle (None But the Lonely Heart), regia di Clifford Odets - arredamenti (1944)
- Il coraggio delle due (Two O'Clock Courage), regia di Anthony Mann (1945)
- Nel mar dei Caraibi (The Spanish Main), regia di Frank Borzage (1945)
- La bionda di bambù (The Bamboo Blonde), regia di Anthony Mann - arredatore (1946)
- Riff-Raff - L'avventuriero di Panama (Riff Raff), regia di Ted Tetzlaff (1947)
- Serenata messicana (Honeymoon), regia di William Keighley - arredatore (1947)
- La moglie celebre (The Farmer's Daughter), regia di H.C. Potter - arredatore (1947)
- A Likely Story, regia di H.C. Potter - arredatore (1947)
- Il vagabondo della foresta (Rachel and the Stranger), regia di Norman Foster - arredi (1948)
- Lo schiavo della violenza (The Woman on Pier 13), regia di Robert Stevenson - arredi (1949)
- Il gigante di New York (Easy Living), regia di Jacques Tourneur (1949)
- Più forte dell'amore (The Blue Veil), regia di Curtis Bernhardt e, non accreditato, Busby Berkeley (1951)
- Il suo tipo di donna (His Kind of Woman), regia di John Farrow, Richard Fleischer (1951)
- I figli dei moschettieri (At Sword's Point), regia di Lewis Allen (1952)
- Susanna ha dormito qui (Susan Slept Here), regia di Frank Tashlin (1954)
- La linea francese (The French Line), regia di Lloyd Bacon (1954)
- La ragazza di Las Vegas (The Girl Rush), regia di Robert Pirosh - arredatore (1955)
- Il tesoro sommerso (Underwater!), regia di John Sturges  - arredatore (1955)
- Il pilota razzo e la bella siberiana (Jet Pilot), regia di Josef von Sternberg (1957)
- Chi ucciderà Charley Varrick? (Charley Varrick) di Don Siegel - arredatore (1973)
- Driver, l'imprendibile (The Driver) - arredatore di Walter Hill (1978)